# 烏德勒支足球會
烏德勒支是一間位處荷蘭城市烏德勒支的足球會，成立於1970年，主場館為高根華德運動場（Stadion Galgenwaard），可容納 24,500 人。

## 歷史
烏德勒支成立於1970年7月1日，是由市內三間球會：DOS、Elinkwijk、Velox合併而成。
其前身DOS在1958年贏得聯賽錦標，而烏德勒支就三次贏得荷蘭杯冠軍，分別在1985年、2003年、2004年。球會在八十年代多次參與歐洲賽，但1991年後經歷低潮，要等到十年後，才再次於歐洲賽亮相。
在2004年，球會同時贏得荷蘭超級杯冠軍(相等於英格蘭的慈善盾)，烏德勒支打破了阿積士、飛燕諾和燕豪芬壟斷杯蘭超級杯局面的球隊。球會目前教練為Foeke Booy，他是令球會近年多次奪得杯賽冠軍的功臣。球會的顏色為紅色和白色，主要的贊助商為Phanos和PUMA。

## 主場
球會的主場位於高根華德運動場，可容納 24,500 人。2004/05 球季的平均入場人數為 19,600 人。

## 榮譽
- 荷蘭甲組足球聯賽
  - 冠軍(1): 1958年
- 荷蘭盃
  - 冠軍(3):  1985年, 2003年, 2004年
- 荷蘭起級盃
  - 冠軍(1): 2004年

## 著名球員
- 艾禾卡特
- 古治
- 施莫拿歷克

## 外部連結
- （荷兰文） （英文） 官方網站 （页面存档备份，存于）
- （荷兰文） （英文） 球迷網站 （页面存档备份，存于）
- （荷兰文） （英文） 官方球迷會網站 （页面存档备份，存于）
- （荷兰文） （英文） 球迷論壇 （页面存档备份，存于）